# 草薙裕
草薙 裕（くさなぎ ゆたか、1936年4月28日 - 2024年9月11日）は、日本の言語学者。専門は日本語教育と計算言語学。筑波大学名誉教授。

## 経歴
1936年、日本の植民地であった台湾台北州台北市に生まれ、10歳前後まで台湾で育った。そこで、自分とは異なる言語を話す人がいることやものの考え方にも違いがあることを子供ながらに無意識に感じ取り、戦後日本に引き揚げたのち徐々に言語や異文化に興味を持ち始める。中学時代に習った国文法には興味を持てなかったものの、ゼロから学び始めた英語に惹かれる。
1960年に上智大学外国語学部英語学科を卒業し、英字新聞の記者となる。その後渡米してジョージタウン大学大学院言語学研究科博士課程を修了し、1970年には言語学においてPh.D.を取得する。ジョージタウン大学語学・言語学講師、ハワイ大学文理学部助教授、同准教授、筑波大学文芸・言語学系助教授、同教授、筑波女子大学（現・筑波学院大学）学長、計量国語学会会長などを歴任した。

## 研究
筑波大学時代は日本語文法の形式化などを研究した。国立大学としては初となる日本語教師の養成を目的として設立された日本語・日本文化学類の初代学類長も務める。1999年3月の筑波大学退官に際して草薙の教えを受けた研究者の論文を集めて『現代日本語の語彙・文法』が編集され、山岡政紀や小野正樹らによる11本の論文が収められた。これは同僚であった高田誠や湯沢質幸からの誘いにより実現したものである。

## 著書

### 単著
- 『コンピュータ言語学入門』（大修館書店、1983）[11]
- 『パーソナルコンピュータによる自然言語処理』（工学図書、1984）
- 『自然言語とコンピュータ言語』（講談社、1985）[12]
- 『LISPによる自然言語処理』（工学図書、1988）
- 『日本語はおもしろい』（講談社、1991）[13]
- 『敬語ネイティブになろう』（くろしお出版、2006）[14]

### 編著
- 『現代日本語の語彙・文法』（くろしお出版、2000）[15]

### 共著
- 『朝倉日本語新講座3　文法と意味Ⅰ』（共著者：水谷静夫・石綿敏雄・荻野孝野・賀来直子、朝倉書店、1983）
- 『朝倉日本語新講座4　文法と意味Ⅱ』（共著者：南不二男・中野洋・吉田夏彦、朝倉書店、1985）